# Gone Is Gone
Gone Is Gone ist eine US-amerikanische Rock-Supergroup aus Los Angeles, Kalifornien, die 2016 gegründet wurde.

## Geschichte
Schlagzeuger Tony Hajjar (At the Drive-In) und Gitarrist und Keyboarder Mike Zarin, die beide zusammen schon seit 2009 an Soundtracks von Trailern für Filme und Videospiele gearbeitet hatten, beschlossen im Jahr 2012 ein gemeinsames Projekt zu gründen. Hajjar kontaktierte 2013 zunächst seinen Freund, Gitarristen Troy Van Leeuwen (Queens of the Stone Age), woraufhin sie als Trio an verschiedenen Liedern arbeiteten. Von Zeit zu Zeit flog Troy Sanders (Mastodon) nach Los Angeles, um seinen Teil beizusteuern. Die Gründung von Gone Is Gone wurde im April 2016 offiziell bekanntgegeben. Noch im selben Jahr erschien in Zusammenarbeit mit Rise Records und dem bandeigenen Label Black Dune Records eine erste selbstbetitelte EP, der sich 2017 das Debütalbum Echolocation anschloss. Das Album war im Jahr 2015 innerhalb eines Monats als Quartett komponiert worden.
Gone Is Gone wurden bei den Loudwire Music Awards 2016 und 2017 jeweils in der Kategorie Best New Artist nominiert. Die Preise gingen jedoch an die Bands Shallow Side bzw. Greta Van Fleet. Bei den Metal Hammer Awards 2017 wurden Gone Is Gone in der Kategorie Bestes Debütalbum nominiert, der Preis ging jedoch an die Band Dool.

## Stil
Ronny Bittner vom Rock Hard stellte in seiner Rezension zu Echolocation fest, dass die EP noch im Bereich Sludge und Rock angesiedelt war, das Album jedoch atmosphärischer sei und sich zwischen Post- und Alternative-Rock bewege. Er zog einen Vergleich zu Puscifer und Palms. Teilweise werde auch eine Spielweise eingesetzt, die dem Noise-Rock entlehnt sei. Nadine Schmidt von Metal.de merkte in ihrer Rezension zum Album an, dass die Band nun nicht mehr, im Gegensatz zur EP, wie eine trägere Version von Mastodon klingt. Stattdessen habe die Gruppe ihren eigenen Klang gefunden. Troy Sanders klinge dabei wie Peter Gabriel. Die Songs hätten oft einen progressiven Charakter und würden auch gelegentlich Elemente aus dem Grunge verarbeiten. Lieder wie Roads würden an Nine Inch Nails erinnern.

## Diskografie
- 2016: Gone Is Gone (EP, Rise Records/Black Dune Records)
- 2017: Echolocation (Album, Rise Records/Black Dune Records)
- 2017: Phantom Limb/Starlight (Single, Rise Records)
- 2020: Everything Is Wonderfall (Single)
- 2020: If Everything Happens for a Reason…Then Nothing Really Matters at All (Album, Clouds Hill)